# 1352 w polityce

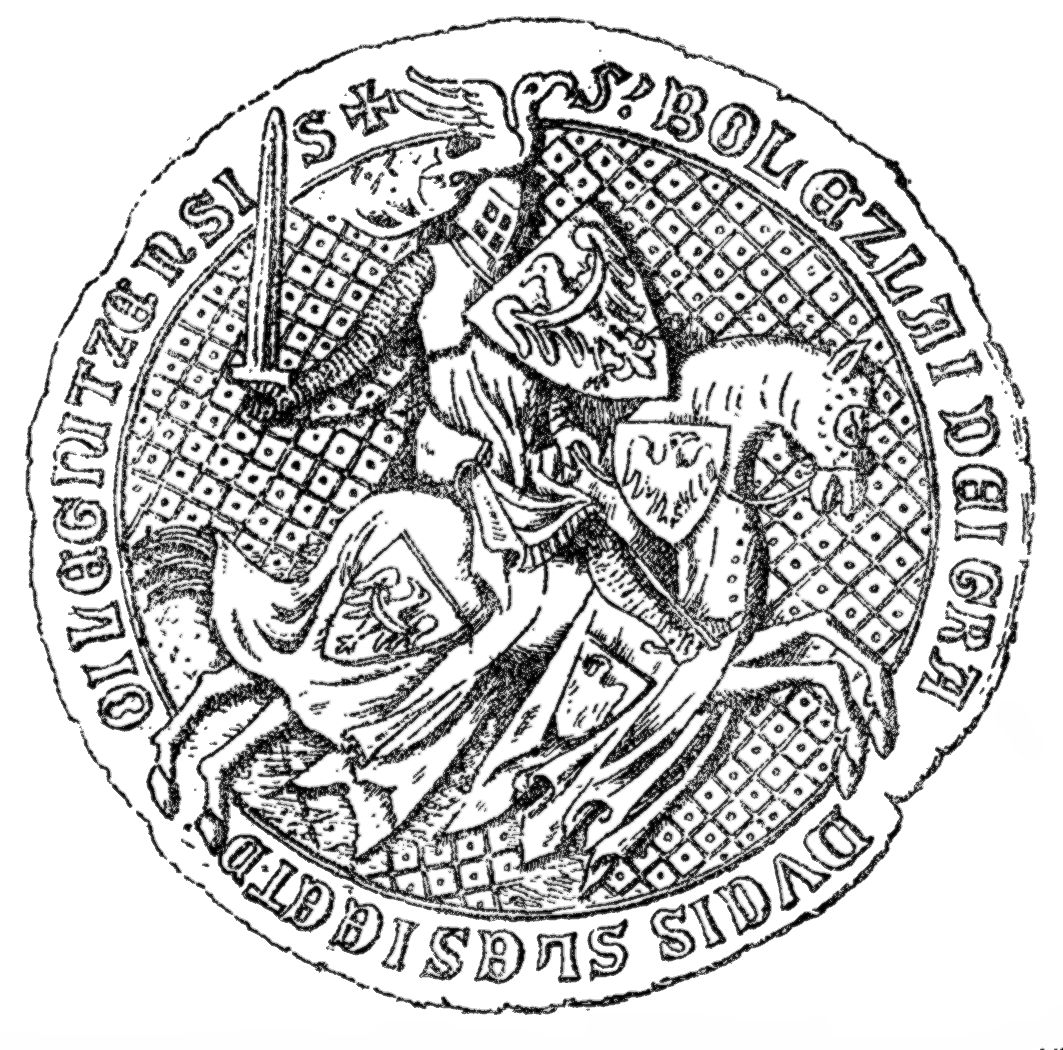
Bolesław III Rozrzutny

Wydarzenia polityczne w 1352 roku.

## Wydarzenia
- 2 września zawiązanie konfederacji Maćka Borkowica[1][2].
- wyprawa polska przeciwko Litwie[1].
- Turcy opanowali Półwysep Gallipoli[3].
- początek pontyfikatu Innocentego VI (do 1362)[4].

## Zmarli
- 21 kwietnia Bolesław III Rozrzutny, książę wrocławski[5].